# 克萊·艾肯
克萊·福爾摩斯·艾肯（Clayton Holmes Aiken；1978年11月30日—），美國流行歌手。克萊的流行歌手之路是從2003年的《美國偶像》第二季正式展開，他在《美國偶像》中落敗了給冠軍魯本·史坦德，屈居第二。在比賽過後和RCA Records簽了唱片合約，在2003年10月推出首張專輯《Measure of a Man》。克萊是《美國偶像》播出五季以來唱片銷售情況最成功的亞軍。

## 個人生平

### 早年生活
克萊在北卡羅來納州的城市罗利出生和長大。在年輕時，一次偶然的機會，克萊在Raleigh Boychoir唱歌。還為當地樂隊合唱。
他之前就讀北卡羅萊納大學，因為他參加《美國偶像》令到他的學術活動暫時推遲，克萊在2003年12月在特殊教育系得到學士畢業。他在青少年時一次指導青年會兒童營地時發現自己對特殊教育感興趣。19歲擔任在Brentwood Elementary School自閉症學生的代課老師。在讀大學時，他做了一份作自閉症男童助理的兼職。就是這位男童的母親Diane Bubel激勵他參加《美國偶像》。

### 美國偶像
克萊去參加《美國偶像》第二季的海選。當時克萊在評判前出現，一身老土的裝扮，樣子就像個書呆子一樣，臉上還架著眼鏡，說他是未來的美國偶像根本就沒有人相信。但是他悅耳的歌聲立即受到評判的讚賞。
2003年5月21日，《美國偶像》賽果公佈，宣佈一共收到二千四百萬次投票，克萊以輕微的十三萬票落敗了給魯本·史坦德，後來更引來了不少的爭議。
後來，《美國偶像》為第二季的冠亞軍在同期推出了單曲，克萊在2003年6月10日發行的《Bridge over Troubled Water/This Is the Night》銷售超越了冠軍魯本·史坦德的《Flying Without Wings》，並於2003年6月28日空降告示牌單曲榜冠軍位置，成為告示牌史上第11首空降冠軍單曲，這首單曲再2003年7月15日被RIAA認證為白金唱片。成為了自2002年來首張銷售達白金唱片的單曲。同時在紐西蘭登上了流行榜榜首及認證為白金唱片，在加拿大更認證為六白金唱片。

### 2003-2005:首張專輯
簽約RCA Records後，克萊的首張專輯《Measure of a Man》在2003年10月14日發行，在告示牌200大登上第一位，首周銷售達更613,000張，打破十年以來獨唱歌手首發專輯的銷售記錄，迄今也是《美國偶像》一眾歌手銷售最成功的首發專輯。在2003年11月17日被RIAA認證為雙白金唱片。
在2004年11月16日，他推出了聖誕節專輯《Merry Christmas with Love》，被Soundscan認證為最快銷售的假日專輯。

### 2006-現在
克萊在《美國偶像》第五季的完結篇作了個驚喜的出場，他換了一個新的更深更長的髮型出現，並唱了一曲《Don't Let the Sun Go Down on Me》。
2006年3月，英國兩份小報報導稱報紙圖文並茂言之鑿鑿稱克萊是同性戀者，多名男網民聲稱在網上同志聊天室遇到克萊。另有報導引述一前陸軍突擊隊員，稱去年底與克萊在酒店一夜情，並要求繼續該段親密關係。在此之前，早就流傳克萊是同性戀者，但克萊已經出面否認。英國《每日電訊報》報導，自稱為「克萊之友」的女歌迷因克雷被小報揭發為同性戀者，向美國聯邦貿易委員會投訴，聲稱要控告唱片公司欺騙消費者，要求賠償。9名女歌迷憤怒地投訴克萊所屬的唱片公司 RCA及其母公司Sony BMG，指責他們的宣傳手法令歌迷上當，購買克萊的唱片和其他商品。
第三張專輯《A Thousand Different Ways》在2006年9月19日發行，專輯包含了十首重唱歌曲和四首全新歌曲，其中一首更是克雷共同編寫。
第四張專輯《On My Way Here》也驚喜地在2008年5月發行,包含了十二首歌.
2008年8月8日，艾肯到兒子帕克·艾肯（Parker Foster Aiken）出生。母親潔姆絲·佛絲特（Jaymes Foster, 當時50歲）通過人工繁殖生下。克萊與潔姆絲是好朋友，在歌曲出版業裡也有所接觸。
2008年9月24日，他在《People》雜誌承認同性戀。

## 信仰
克萊自幼在基督教家庭長大，走紅後也不忘以基督徒形象示人。克萊常年戴著一個手鐲，上面刻著「WWJD」四個字母，取自「耶穌將會怎麼做(What Would Jesus Do)」四個單詞的首個字母。而且克萊經常公開談論其信仰，他的歌曲也常有基督訊息。

## 音樂作品

### 專輯
| 專輯資料 | 專輯資料                                                      | 專輯資料 |
| --- | ------------------------------------------------------------- | -------- |
| 《Measure of a Man》 - 發行日期：2003年10月14日 - 美國排行：#1 - 美國銷售：280萬 - 全球銷售：400萬 - RIAA認證：3 白金唱片(November 17, 2003) - CRIA認證：3 白金唱片（2004年3月） | 發行單曲 - 《Invisible》 - 《The Way》 - 《I Will Carry You》 |          |
| 《Merry Christmas with Love》 - 發行日期：2004年11月16日 - 美國排行：#4 - 美國銷售：130萬 - 全球銷售：200萬 - RIAA認證：1 白金唱片（2005年1月6日）                               | 發行單曲 - n/a                                                |          |
| 《A Thousand Different Ways》 - 發行日期：2006年9月19日 - 美國排行：#2 - 美國銷售：50萬（至2007年2月14日） - RIAA認證：金唱片                                                    | 發行單曲 - 《Without You》 - 《A Thousand Days》              |          |

## 外部連結
- 官方歌迷會網站 （页面存档备份，存于）
- 唱片公司官方網站 （页面存档备份，存于）
- Clay Aiken的MySpace主頁
- Clay Aiken在互联网电影资料库（IMDb）上的資料（英文）